# Bánffy Farkas
Bánffy Farkas (1724 – Kolozsvár, 1794. november 13.) titkos tanácsos, kincstartó, főlovászmester.
Bánffy Farkas és Bagossy Erzsébet fia. Megírta naplóformában az 1749 és 1750 közt tett bécsi útját, mely inkább magánjellegű.